# 水野忠光 (戦国武将)
水野 忠光（みずの ただみつ、生没年不詳）は、戦国時代の武将で織田氏家臣。通称弥三郎、帯刀。

## 略歴
尾張国常滑城城主水野忠綱の次男として生まれる。永禄3年（1560年）桶狭間の戦いにおいて丹下砦を守った  。
愛知県名古屋市には忠光の邸跡・「帯刀屋敷跡」がある。